# Cluster (musique)
Pour les articles homonymes, voir Cluster.

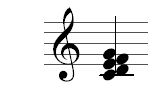
Un cluster Do Ré Mi Fa Sol

Un cluster (mot anglais signifiant « grappe » ou « groupe ») est un ensemble de sons conjoints simultanés formant une « grappe sonore » plus ou moins dense.

## Définition
En musique, tonale ou non, un cluster, ou grappe de sons voisins, est un agrégat de notes espacées d'un intervalle de seconde. 
Sur un instrument de musique à clavier, le cluster peut être exécuté des doigts, du poing ou du tranchant de la main, du coude ou encore de l'avant-bras. Les clusters ne constituent donc pas un accord classé. 
Musiquecontemporaine.info, définit le cluster comme suit:
« Cluster: Bloc de notes, unilatéral ou en grappe, produit en frappant le clavier du piano, avec soit tout l'avant, soit le poing, soit la main déployée, soit le coude, soit une batte en bois (décrit par Henry Cowell en 1930) ; par extension, cluster désigne une technique verticale de composition, utilisée entre autres par Xenakis (style massique) et Penderecki (style tachiste), qui permet la création d’un espace sonore spécifique par contiguïté des sons (agrégation systématique d’un certain nombre de sons immédiatement voisins, les uns par-dessus les autres) et à l'écoute la perception des blocs sonores très denses et très compacts. »
D'après musicologie.org, un cluster se distingue d'un accord de la façon suivante :
« Accord : désigne l'émission simultanée de sons. Certains langages musicaux (harmonie tonale, jazz) classent les accords [en] les désignant par des chiffres ou des noms. On peut nommer agrégats les accords non classés. Le cluster est l'émission simultanée de toutes les notes comprises dans un ambitus »

## Utilisation des clusters
Le premier compositeur à utiliser les clusters de façon récurrente est Leo Ornstein. La technique sera ensuite généralisée par Henry Cowell (Concerto pour piano, 1928). Cependant, on trouve déjà trace de clusters dans la musique plus ancienne. Ainsi par exemple, Jean-Féry Rebel en utilisa dans l'introduction Le Chaos de son œuvre « Les Éléments », composée en 1737, puis par Claude Balbastre pour évoquer le son du canon dans une pièce pour clavecin « La Canonnade » et dans une pièce pour orgue de 1793 « variations sur le thème de la Marseillaise » où ce son est produit par l'appui de l'avant-bras sur le clavier pour produire simultanément toutes les notes de la gamme de do majeur.
Certains compositeurs tels Maurice Ohana utilisent des clusters précis dits « de couleur » : ils consistent sur un piano en l'agrégat de touches noires ou de touches blanches en fonction de l'effet désiré. Sur une partition, de tels clusters sont notés de façon particulière et définie par le compositeur.